# Edgard de Kerchove d'Ousselghem
Edgard François Marie Ghislain de Kerchove d'Ousselghem (Gent, 2 januari 1846 - Landegem, 10 juni 1926) was een Belgische senator en burgemeester van Bellem en Landegem.

## Biografie

### Familie
Edgard de Kerchove d'Ousselghem was een telg uit de familie De Kerchove d'Ousselghem. Hij was een zoon van Jules de Kerchove d'Ousselghem (1811-1857) en Virginie de Clerque Wissocq (1819-1894).
Hij trouwde in 1866 in Gent met Lucie de Kerchove (1842-1880), dochter van Frédéric de Kerchove, gemeenteraadslid van Bellem en senator. Zijn schoonmoeder, Élise de Nayer, was de eigenares van het uitgestrekte domein en kasteel van Bellem, dat ze erfde van haar grootvader, textielindustrieel Jacob Lieven van Caneghem. Lucie was ook een zus van dom Robert de Kerchove en Alice de Kerchove, betovergrootmoeder van koningin Mathilde. Ze kregen vier zoons en twee dochters, met afstammelingen tot heden.
Na het overlijden van zijn echtgenote ging hij een tweede huwelijk aan in 1881 in Antwerpen met Pharaïlde de Pret Roose de Calesberg (1850-1933). Ze vestigden zich in 1888 in het kasteel op de Poeldendries in Landegem. Zij was de weduwe van zijn in 1877 overleden schoonbroer Paul de Kerchove. Ze kregen een zoon en twee dochters, met afstammelingen tot heden.
Hij was een schoonbroer van baron Eugène de Kerchove d'Exaerde, burgemeester van Bellem, provincieraadslid van Oost-Vlaanderen en senator, baron Raymond de Kerchove d'Exaerde, burgemeester van Woubrechtegem en provincieraadslid en gouverneur van Oost-Vlaanderen, baron Albert d'Udekem d'Acoz, en graaf Gaston de Pret Roose de Calesberg, burgemeester van Schoten en senator.

### Loopbaan
Van 1872 tot 1892 was hij provincieraadslid van Oost-Vlaanderen.
In 1878 werd hij gemeenteraadslid van Bellem en was er burgemeester van datzelfde jaar tot 1884.
Na zijn tweede huwelijk en zijn verhuis werd hij gemeenteraadslid van Landegem in 1889 en burgemeester vanaf 1895, in opvolging van de brouwer August Meiresonne. 
In 1892 werd hij verkozen tot katholiek senator en vervulde dit mandaat tot aan zijn dood, net zoals dat van burgemeester van Landegem.
Zijn zoon Marc de Kerchove d'Ousselghem (1882-1962) was burgemeester van Vosselare, samen met Landegem thans deelgemeenten van Deinze. In 1958 werd hij als burgemeester opgevolgd door zijn zoon Alain de Kerchove d'Ousselghem (1914-1984), die de laatste burgemeester van Vosselare was.